# Bonneville-sur-Touques
Bonneville-sur-Touques è un comune francese di 406 abitanti situato nel dipartimento del Calvados nella regione della Normandia.

## Società

### Evoluzione demografica
Abitanti censiti